# Sobre Amor e o Tempo
Sobre Amor e o Tempo produzido por Dadi, é o sétimo disco da carreira da cantora Luiza Possi e quinto de estúdio chega às lojas com músicas de Lulu Santos, Marisa Monte, Adriana Calcanhoto, Erasmo Carlos e também de sua própria autoria, entre outros. A primeira música de trabalho é 'Tempo em Movimento', que conta com a assinatura de Lulu Santos e Nelson Motta. Com 14 faixas, o sétimo trabalho é o primeiro gravado de forma independente. "É uma sensação que eu talvez não tenha tido no primeiro. Eu era muito nova, não tinha noção do que estava acontecendo. Dessa vez não, é meu primeiro disco independente. Completamente meu", explica Luiza. Com total domínio da cantora sobre as etapas de produção, “Sobre Amor e o Tempo” saiu exatamente do jeito que ela queria. Um trabalho que mescla Folk, Rock e MPB, sem deixar de lado as baladas românticas, que a marcam desde o início de sua trajetória musical.
Em 2015 o álbum ganhou um relançamento, nele é incluso a canção "Pra Te Lembrar" como faixa bônus, canção que integra a trilha sonora da novela Sete Vidas.

## Divulgação
No dia 15 de março de 2014 a cantora lançou a "Turnê Sobre Amor e o Tempo" no HSBC Brasil em São Paulo, onde apresentou diversas canções do novo trabalho como "Devo Lhe Dizer", "Venha", "Tempo em Movimento", "O Mundo Era Nós Dois", entre outras, um dos destaques é a apresentação da faixa "Solidão" de Dolores Duran no qual a cantora faz um medley com "Back to Black" de Amy Winehouse e uma releitura de "Você Me Vira a Cabeça" de Alcione.
Em 24 de março de 2014, Luiza lançou um projeto intitulado "#DentodaCena" onde cada quarta-feira foi lançado um vídeo com uma canção do álbum, mostrando imagens da gravação do disco no estúdio Monoaural. Luiza descreveu o projeto como: "uma edição descontraída, tentando passar a emoção da gravação de cada faixa", no total foram lançados doze vídeos.
Em 19 de novembro de 2014, Luiza lançou o videoclipe para a canção "Dois Perdidos", no qual a cantora contracena cenas engraçadas com o humorista Rafinha Bastos, o qual assina também a direção do vídeo juntamente com Fernando Muylaert.

## Recepção

### Crítica
| Críticas profissionais | Críticas profissionais |
| Avaliações da crítica  | Avaliações da crítica  |
| Fonte                  | Avaliação              |
| ---------------------- | ---------------------- |
| Notas Musicais         | [ 8 ]                  |

Mauro Ferreira crítico musical do Notas Musicais citou que Sobre Amor e o Tempo atinge um ponto de coesão inédito na carreira da cantora, sendo segundo ele o melhor disco da cantora lançado. Elogia a produção de Dadi e diz que caiu perfeitamente na voz bonita e afinada de Luiza Possi. Finalizando Mauro diz "Em essência, Sobre o Amor e o Tempo é disco melódico, herdeiro das delicadezas do anterior álbum de estúdio de Luiza, Bons Ventos Sempre Chegam (2009)".

## Lista de faixas
| N.º | Título                                   | Compositor(es)                                 | Duração |  |
| 1.  | "Tao da Lua"                             | Luiza Possi                                    | 2:06    |  |
| 2.  | "Devo Lhe Dizer"                         | Marisa Monte, Adriana Calcanhotto, Dadi        | 2:45    |  |
| 3.  | "Tempo em Movimento" (Part. Lulu Santos) | Lulu Santos, Nelson Motta                      | 2:58    |  |
| 4.  | "Dois Perdidos"                          | Arnaldo Antunes, Dadi                          | 3:27    |  |
| 5.  | "Dois em Um" (Part. Erasmo Carlos)       | Erasmo Carlos                                  | 2:45    |  |
| 6.  | "O Mundo Era Nós Dois"                   | Ana Carolina, Chiara Civello, Antonio Villeroy | 3:42    |  |
| 7.  | "Pode Vir"                               | Juca Chuquer                                   | 2:54    |  |
| 8.  | "Venha"                                  | Luiza Possi, Barbara Rodrix                    | 3:19    |  |
| 9.  | "Coisas Pequenas"                        | Zé Rodrix, Tavito                              | 2:51    |  |
| 10. | "Logo Eu"                                | Sonekka, Zé Edu Camargo                        | 3:04    |  |
| 11. | "Solidão"                                | Dolores Duran                                  | 3:44    |  |
| 12. | "D.C."                                   | Luiza Possi                                    | 2:20    |  |
| 13. | "Passageiro"                             | André Negrão de Carvalho                       | 2:46    |  |
| 14. | "Velho do Restelo"                       | Luiza Possi, Nelsinho Botega                   | 3:09    |  |

| Relançamento |                                |                |         |  |
| N.º          | Título                         | Compositor(es) | Duração |  |
| 15.          | "Pra Te Lembrar" (Faixa bônus) | Nei Lisboa     | 3:38    |  |

## Singles e canções notáveis
- O primeiro single do álbum "Tempo em Movimento" foi lançado em Novembro de 2013, Foi gravado um videoclipe clipe para a canção como forma de divulgação, que estreou no dia 06 de Fevereiro de 2014 no canal Bis e publicado no canal do Youtube da cantora no dia 13 de Fevereiro de 2014, a direção do clipe é de Fabiana Winits e Fernanda Paes Leme.[9] Luiza disse que foi um sonho realizado poder gravar está música com Lulu Santos, já que é grande fã do cantor e por quem sempre teve grande influência e admiração. [10]
- "Tao da Lua" música que abre o álbum, foi a primeira composição de Luiza na vida, composta quando tinha apenas  13 anos. A cantora se apresentava em locais e festas com a canção, e foi assim que um cara ouviu e a convidou para ser vocalista de uma banda, assim ela iniciou carreira.
- "Dois Perdidos" é uma canção de destaque do álbum, chegou a ganhar várias reproduções nas rádios mas nunca foi lançada como segundo single do álbum oficialmente. A canção ainda chegou a ganhar um videoclipe lançado em novembro de 2014.

## Release
| “ | O nome do disco é "Sobre Amor e o Tempo", porque de repente eu me toquei que todas as músicas têm esses dois temas ligados, sempre esta falando do amor dentro dum contexto de tempo. | ” |

, explica a cantora sobre o projeto.

## Créditos
- Luiza Possi (vocais)
- Ramon Montagner (bateria e percussão)
- Bruno Coppini (baixo)
- Dadi (guitarra, violões, teclados, orgão e bandolin)
- Domênico Lancelloti (bateria)
- Alberto Continentino (baixo)
- Will Bone (sax, trombone e trompete)
- Lulu Santos (vocais e guitarra)
- Erasmo Carlos (vocais)
- Conrado Goys (guitarra)
- Pedro Mibielli (violino e arranjo de cordas)
- Glauco Fernandes (violino)
- Bernardo Fantini (viola)
- Lura Ranevsky (cello)
- Ivan Teixeira (piano)
- Lucio Maia (guitarra)